# Bronisław Świderski
Bronisław Świderski (* 19. April 1946 in Łódź) ist ein polnischer Prosaschriftsteller und Essayist.

## Leben
Świderski wurde in Łódź geboren und zog mit seiner Familie 1950 nach Warschau. Dort besuchte er das Gymnasium und legte 1964 das Abitur ab. Anschließend studierte er kurzzeitig Polonistik an der Universität Warschau und wechselte 1966 zur Soziologie. Aufgrund seiner Teilnahme an den Studentenprotesten wurde er im März 1968 für einen Monat in eine Strafkolonie geschickt und im April von der Universität verwiesen. Als er im Februar 1970 ein Ausreisedokument erhalten hatte, emigrierte er nach Dänemark. Er ließ sich in Kopenhagen nieder und führte sein Soziologiestudium an der Universität Kopenhagen weiter. Dort erwarb er 1977 den Magister und dozierte von 1980 bis 1994 am Institut für Slavistik. Daneben redigierte er von 1986 bis 1988 die Zeitschrift Svantevit. Dansk tidsskrift for slavistik. Seit 1990 publizierte er in unterschiedlichen polnischen Zeitungen und Zeitschriften.
Er wohnt in Kopenhagen.

## Publikationen

### Sachbücher
- Autobiografie, 1981, zusammen mit Jan Świderski
- Revolutionen som dialog. De polske konspiratorer imod Rusland 1861–1864, 1981
- Polen efter 1945. En bibliografi over informationsmidler, 1984
- Myth and scholarship. University students and political development in XIX century Poland, 1988
- Gdańsk i Ateny. O demokracji bezpośredniej w Polsce, 1996
- Kiedy mogę zabić? Dyskusje o kulturze i przemocy, 2012
- Czepiam się Kierkegaarda, 2015

### Romane
- Słowa obcego, 1998
- Asystent śmierci. Powieść o karykaturach Mahometa, o miłości i nienawiści w Europie, 2007

### Übersetzungen
- Søren Kierkegaard: Powtórzenie. Próba psychologii eksperymentalnej przez Constantina Constantinusa, 1992
- Søren Kierkegaard: Powtórzenie; Przedmowy, 2000

## Nominierungen
- 2008: Finalist des Nike-Literaturpreises mit Asystent śmierci
- 2008: Nominierung für den Literaturpreis Gdynia in der Kategorie Prosa mit Asystent śmierci